# 沖縄県道211号新川白保線
沖縄県道211号新川白保線（おきなわけんどう211ごう あらかわしらほせん）は、沖縄県石垣市新川と白保とを結ぶ一般県道である。

## 概要

### 区間
- 起点：石垣市字新川（沖縄県道79号石垣港伊原間線）[1]
- 終点：石垣市字白保（国道390号）[1]
- 総延長：15.741km[1]
- 実延長：12.657km[1]

### 通過自治体
- 石垣市（石垣島）

### 交差する道路
- 沖縄県道79号石垣港伊原間線（起点）
- 沖縄県道208号石垣浅田線（石垣市名蔵）
- 沖縄県道87号富野大川線（石垣市平得）
- 沖縄県道209号大浜富野線（石垣市大浜川原 - 宮良）
- 国道390号（終点）

### 重複路線
- 沖縄県道87号富野大川線（石垣市平得）
- 沖縄県道209号大浜富野線（石垣市大浜川原 - 宮良）

## 歴史
- 1953年（昭和28年）に石垣市登野城 - 平得 - 新川の区間が琉球政府道名蔵一周線として指定。のちに名蔵一周線は登野城名蔵線と名称変更。さらに平得 - 大浜川原間が政府道平得川原線として新たに指定された。
- 政府道登野城名蔵線、平得川原線は1972年（昭和47年）の本土復帰とともにそのまま県道となった（路線番号は登野城名蔵線が211、平得川原線が213）。
- 1980年（昭和55年）に、八重山地域の県道路線再編で登野城名蔵線の平得 - 新川間、平得川原線の全線を統合し、宮良 - 白保間の市道を県道に昇格し、現路線となった（登野城 - 平得間は真栄里大川線となったのち、1993年（平成5年）に主要地方道富野大川線となった）。
- 2009年（平成21年）に、石垣空港と国道390号を結ぶ部分が開通した。[2]